# Ostoja Rogalińska

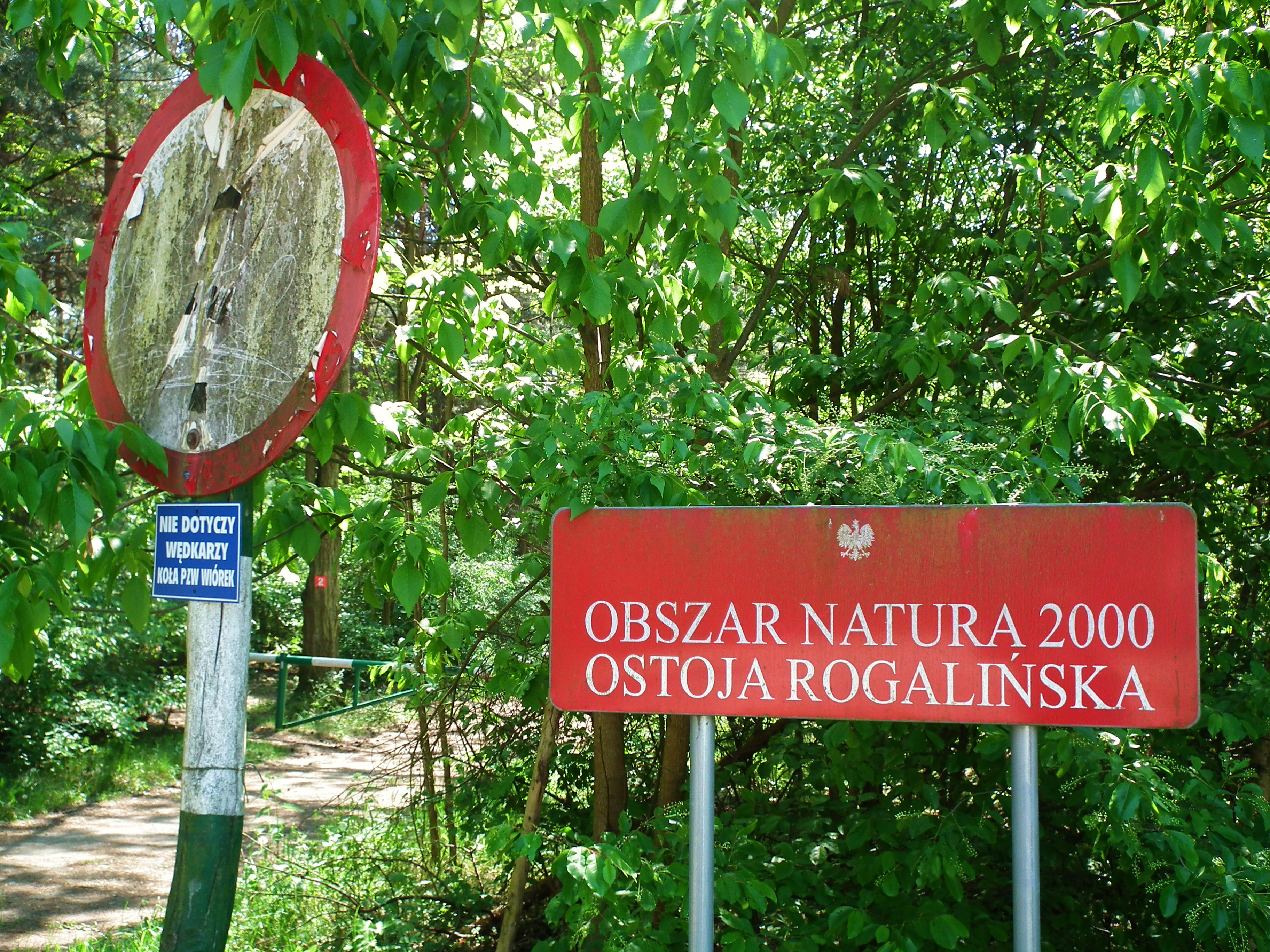
Wjazd od północy

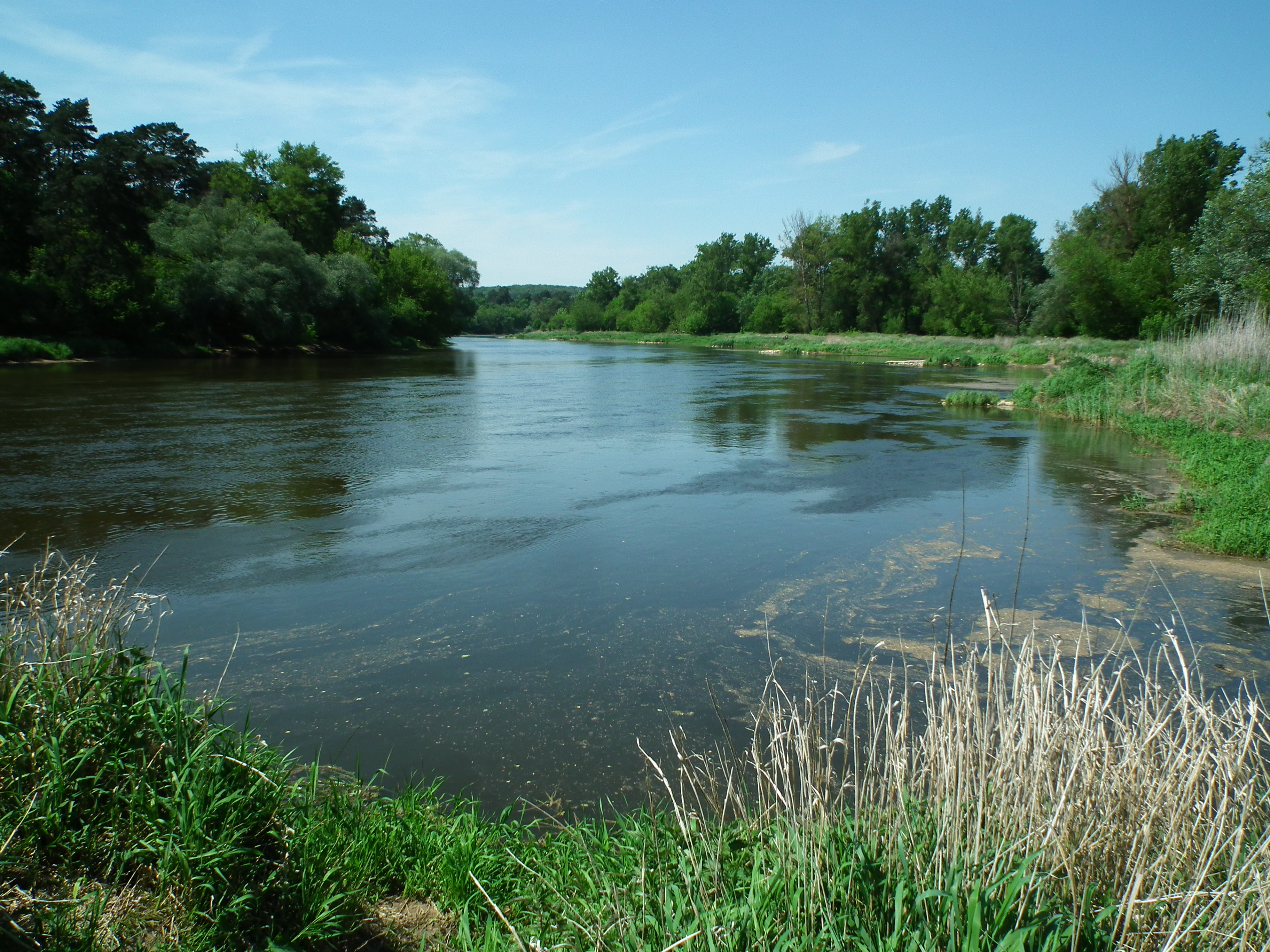
Warta w rejonie Wiórka

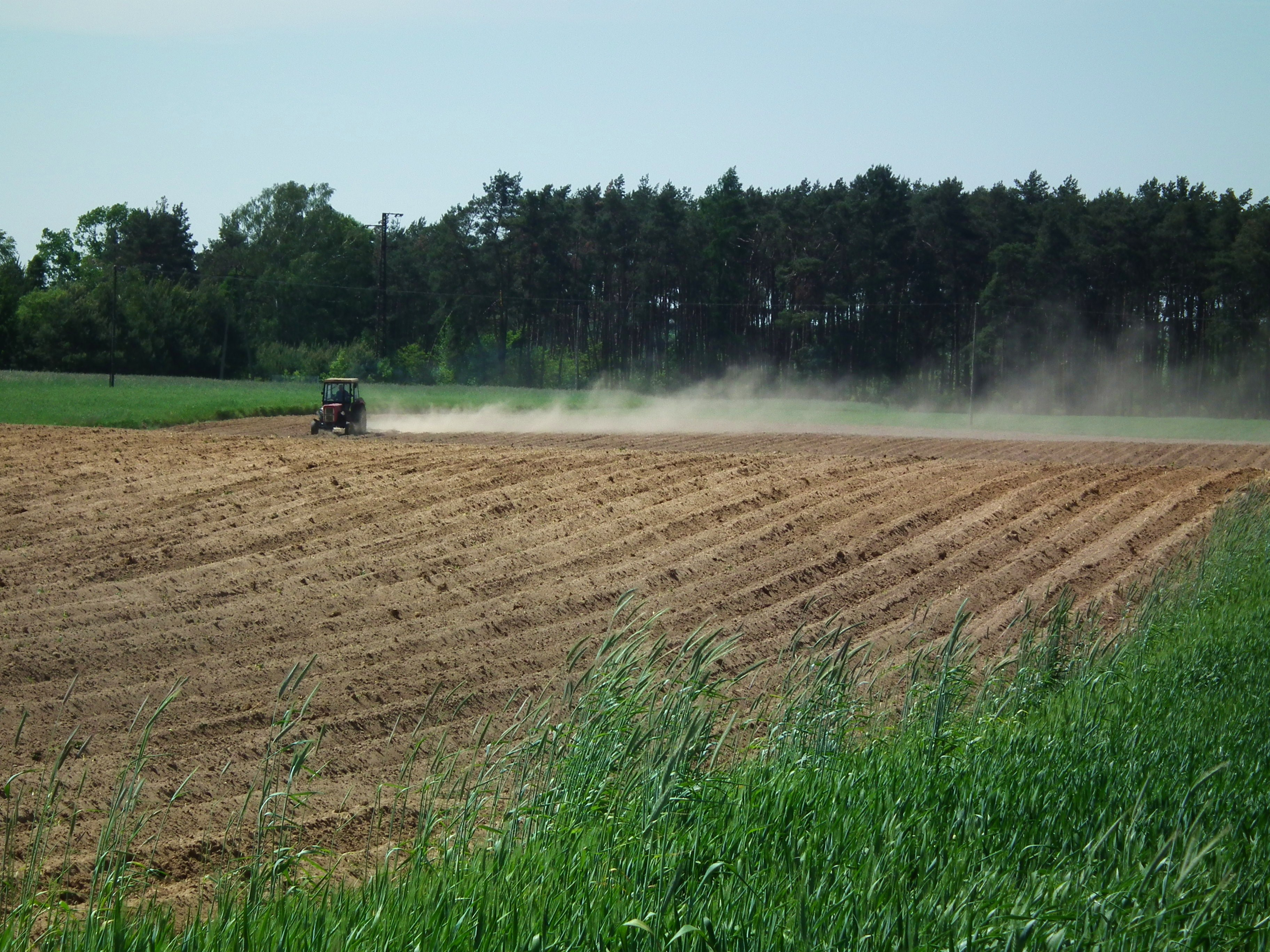
Okolice Rogalinka

Ostoja Rogalińska (PLB300017) – obszar specjalnej ochrony ptaków w centrum Wielkopolski, na południe od Poznania, na lewym brzegu Warty, na Nizinie Wielkopolskiej, o powierzchni 21 763,12 ha, w całości w województwie wielkopolskim, częściowo na terenie Wielkopolskiego Parku Narodowego (w części północnej) oraz Rogalińskiego Parku Krajobrazowego (w części południowej). Rozciąga się od Stęszewa przez Mosinę po Śrem i Zaborowo.

## Charakter
Teren jest przykładem rzeźby polodowcowej, bogato usianym jeziorami (dwanaście akwenów, przede wszystkim eutroficznych). Najwyższym punktem jest Osowa Góra (132 m n.p.m.) – wzniesienie morenowe. Licznie występują tu wydmy, rynny i głazy narzutowe. Dominują drzewostany sosnowe z domieszką dębu, świerka, brzozy, grabu i lipy. Rejony bagienne porastają lasy z olszą czarną, a zarośla łozowe tworzą wierzba i kruszyna. W rejonie Rogalina istnieje grupa ponad 1000 dębów o obwodach od 2 do 9,5 m (dęby rogalińskie). W obrębie obszaru znajdują się dwa rezerwaty przyrody: Krajkowo i Goździk Siny w Grzybnie.

## Ważne dla Europy gatunki zwierząt
- bąk
- bączek
- bocian biały
- bocian czarny
- gęś białoczelna
- trzmielojad
- kania czarna
- kania ruda
- bielik
- błotniak stawowy
- błotniak zbożowy
- błotniak łąkowy
- orlik krzykliwy
- kropiatka
- derkacz
- żuraw
- batalion
- rybitwa zwyczajna
- rybitwa czarna
- zimorodek
- dzięcioł czarny
- dzięcioł średni
- lerka
- świergotek polny
- jarzębatka
- muchołówka mała
- gąsiorek
- ortolan
- mopek
- nocek duży
- bóbr europejski
- wydra
- boleń
- różanka pospolita
- piskorz
- koza
- poczwarówka zwężona
- skójka gruboskorupowa
- trzepla zielona
- zalotka większa
- czerwończyk nieparek
- pływak szerokobrzeżek
- jelonek rogacz
- pachnica dębowa
- kozioróg dębosz[1]

## Ważne dla Europy typy siedlisk przyrodniczych
- wydmy śródlądowe z murawami napiaskowymi (Corynephorus, Agrostis),
- starorzecza i naturalne eutroficzne zbiorniki wodne ze zbiorowiskami z Nympheion, Potamion,
- naturalne, dystroficzne zbiorniki wodne,
- zalewane muliste brzegi rzek z roślinnością Chenopodion rubri i Bidention,
- ciepłolubne, śródlądowe murawy napiaskowe (Koelerion glaucae),
- murawy kserotermiczne (FestucoBrometea i ciepłolubne murawy z Asplenion septentrionalisFestucion pallentis),
- zmiennowilgotne łąki trzęślicowe (Molinion),
- ziołorośla górskie (Adenostylion alliariae) i ziołorośla nadrzeczne (Convolvuletalia sepium),
- łąki selernicowe (Cnidion dubii),
- niżowe i górskie świeże łąki ekstensywnie użytkowane (Arrhenatherion elatioris),
- torfowiska wysokie zdegradowane – zdolne do naturalnej i stymulowanej regeneracji,
- obniżenia na podłożu torfowym z roślinnością ze związku Rhynchosporion,
- torfowiska nakredowe (Cladietum marisci, Caricetum buxbaumii, Schoenetum nigricantis),
- grąd środkowoeuropejski i subkontynentalny (GalioCarpinetum, TilioCarpinetum),
- pomorski kwaśny las brzozowodębowy (BetuloQuercetum),
- łęgi wierzbowe, topolowe, olszowe i jesionowe (Salicetum albofragilis, Populetum albae, Alnenion glutinosoincanae, olsy źródliskowe),
- łęgowe lasy dębowowiązowojesionowe (FicarioUlmetum),
- ciepłolubne dąbrowy (Quercetalia pubescentipetraeae)[1].

Z ważnych dla Europy gatunków roślin występują tu sasanka otwarta i starodub łąkowy.